# Wappen der Republika Srpska in Bosnien und Herzegowina
Das Wappen der Republika Srpska in Bosnien und Herzegowina ist das offizielle Wappen der Entität Republika Srpska.

## Beschreibung
Zwei goldene Eichen-Zweige (die Eiche ist bei den Serben traditionell heilig) umschließen eine Trikolore in den panslawischen Farben in der Reihenfolge Rot-Blau-Weiß.
Auf der Trikolore sind die zwei Buchstaben РС; diese sind die kyrillischen Initialen für die Republika Srpska (Република Српска). Um die Eichen-Zweige steht in kyrillischer und lateinischer Schrift Republika Srpska. Unterhalb der Trikolore ist die Krone des Hauses Kotromanić zu sehen.

## Wappenstreit

Altes Wappen vom 9. Januar 1992 bis 16. Juni 2007

Das bis 2007 gültige Wappen zeigte einen doppelköpfigen Adler mit einem serbischen Kreuz auf der Brust. Das Wappen war an das Wappen des Hauses Karađorđević angelehnt und ist noch heute in ähnlicher Form in Serbien in Gebrauch.
Im Mai 2006 erklärte das Verfassungsgericht von Bosnien und Herzegowina das Wappen der Republika Srpska für verfassungswidrig, da es die Bosniaken und Kroaten in der Republika Srpska diskriminiere. Daraufhin wurde im Juni 2007 das neue Wappen vorgestellt.